# Russula firmula
Russula firmula is een paddenstoelsoort die een doffe bruine hoed heeft, variërend in kleur van grijs tot lichtpaars.

## Kenmerken

### Uiterlijke kenmerken
Hoed
De hoed is 3-9 cm in diameter en vrij kwetsbaar. Het is eerst convex, vervolgens plat verspreid en soms bot gebocheld en uiteindelijk depressief. De hoedenhuid is glad, plakkerig en glanzend bij nat weer, tamelijk mat bij droog weer. Maximaal de helft ervan kan worden afgetrokken. De rand is scherp, licht gebogen als hij jong is en vanaf het begin duidelijk gegroefd. De kleur van de hoed is zeer variabel. In type zijn ze min of meer koperkleurig, bleek roodbruin tot zwartbruin of wijnkleurig met een oranje centrum. Ook kan de hoed soms bijna groenige, olijfbruine of grijsachtige tinten hebben of aan de rand meer paars of rafelpaars zijn.
Lamellen
De dichte, broze lamellen zijn breed, meestal bolvormig, vrij dik en prachtig goudgeel.
Steel
De nogal broze steel is 3,5–7 cm lang en 0,7–2 cm breed, slank, knotsvormig of naar beneden toe taps toelopend. Het is wit en krijgt geelbruine vlekken naarmate het ouder wordt. Binnen is het goed gevuld.
Vlees
Het vlees smaakt erg pittig, alhoewel vaak vertraagd. De geur is zwak of volledig afwezig. Het vlees reageert slechts zwak en langzaam met guaiac.
Sporenprint
De sporenprint is geel-oker (IVd volgens Romagnesi).

### Microscopische kenmerken
De sporen zijn 8,5–10 µm lang en 6,7–8 (8,5) µm breed en zijn bedekt met min of meer geïsoleerde, stekelige wratten. De basidia zijn (35) 40-52 µm lang en 10-13 µm breed en hebben elk 4 sterigmata. De pleurocystidia komen vrij vaak voor en zijn 68–132 µm lang en 10–13,5 (–16,5) µm breed en kunnen worden gekleurd met sulfovanilline. De hyfencellen in de huid van de hoed zijn duidelijk uitpuilend, evenals de 3,5–8,5 (–10) µm brede pileocystidia.

## Ecologie
Zoals alle russula's is ook Russula firmula een mycorrhiza-schimmel. Hij leeft in symbiose met verschillende loofbomen. Onder meer haagbeuken, beuken en eiken kunnen als gastheer dienen. Deze paddenstoel kan worden aangetroffen in haagbeuk-eiken- en warmteminnende gemengde eikenbossen.

## Verspreiding

Europese verspreiding

Russula firmula komt zelden voor in Noord-Amerika (VS), Europa en enkele Aziatische landen.